# Conservatisme de gauche
 (septembre 2024).
Le conservatisme de gauche, parfois nommé le socialisme conservateur ou la gauche conservatrice, est le courant politique de gauche qui combine à la fois le socialisme économique et la justice sociale avec le conservatisme sociétal, et éventuellement des valeurs religieuses (démocratie chrétienne en Europe, en Amérique ou dans une partie de l'Afrique ; démocratie islamique dans le monde musulman). Il recherche une synthèse des valeurs traditionnelles (patriotisme, conception traditionnelle de la société), de la résistance à la déréglementation (tant politique qu'économique), et des politiques sociales et économiques de gauche.
On le confond fréquemment avec le socialisme de droite, où les mouvements ne sont que socialisants mais ont des valeurs de droite sur les autres plans. 

## Description
Le conservatisme socialiste est combinaison, en tant qu'idée mixte défendant les idées de justice sociale et de souveraineté populaire, la défense de la famille et des valeurs traditionnelles ainsi que d'un nationalisme de gauche, la défense et la conservation de la culture nationale existante, la restriction ou le rejet du progressisme culturel, l'opposition, ou du moins la restriction au droit à l'avortement, la critique du féminisme et du post-modernisme,.
Le socialisme conservateur souscrit à la Vieille Gauche et se rapproche parfois de la Droite sociale, se démarquant fortement de la Nouvelle Gauche et de la Droite libérale en raison de l'abandon des questions sociales et économiques au profit d'agendas culturels progressistes. Même s’il ne rejette pas toute émancipation, selon lui, l’idéologie progressiste moderne conduit à l’atomisation de la société et à la menace des liens sociaux entre les peuples. De plus, il considère le libéralisme culturel (en) comme un vaisseau commun avec le libéralisme économique, lorsqu'il est impossible de soutenir l'un et de rejeter l'autre.

## Histoire et développement
À gauche, on retrouve déjà des éléments plus conservateurs et patriotiques de la fin du XIXe siècle : en République tchèque, c'était par exemple le mouvement ouvrier national, qui s'est ensuite transformé en ČSNS. Cependant, même dans la social-démocratie, on peut suivre, par exemple, l'aile nationale de Modráček et d'autres courants qui sont devenus encore plus pertinents après le départ de la partie communiste du parti au début du XXe siècle. Cependant, il s’agissait pour la plupart de contradictions marginales et les conflits continuaient à se dérouler sur l’axe socio-économique.
Cette division n'est devenue apparente que dans les années 1960, lorsque dans la plupart des pays d'Europe occidentale il y a une révolte de la soi-disant nouvelle gauche , qui met davantage l'accent sur la déréglementation culturelle, l'internationalisme cosmopolite, les droits des minorités et commence à prêcher la résistance à l'oppression. les autorités. Selon les socialistes conservateurs, la gauche et les intellectuels de gauche se sont éloignés du prolétariat parce qu’ils ont cessé de mettre l’accent sur les questions économiques et ont commencé à entrer en conflit direct avec le prolétariat, qui était plus conservateur qu’eux.
Jan Keller a divisé ce processus de rupture de la Nouvelle Gauche avec les ouvriers/prolétariat en trois points :
- Années 1970 : une pause culturelle
- Années 1980 : rupture d’attitude à l’égard de la mondialisation
- Années 1910 : division sur la question de la migration et du multiculturalisme

Le socialisme conservateur n’a commencé à apparaître comme un terme défini que dans les années 1990. Jean-Claude Michéa, qui est un représentant important de cette tendance, a publié en 2013 le livre Les mystères de la gauche, ouvrant ainsi un large public débat sur la relation entre le libéralisme et la gauche.

## Représentants du socialisme conservateur
L'actuel premier ministre slovaque du SMER-SD, Robert Fico, qui tente de définir sa propre direction idéologique de la gauche rustique, peut être considéré comme un représentant du socialisme conservateur. Sahra Wagenknecht et son aile idéologique dans Die Linke peuvent également être décrits comme des socialistes conservateurs ou antilibéraux. Cependant, de nombreux mouvements de gauche à travers le monde ont des tendances conservatrices, en Europe par exemple les sociaux-démocrates roumains ou bulgares.

## Diffusion
La gauche conservatrice est fortement ancrée dans le nationalisme de gauche de Russie, qui est souvent mélé à une forte adhésion au christianisme orthodoxe et à ses principes moraux, en rejet à une occidentalisation et au libéralisme de droite jugés décadents.
Pour Rabotyazhev « La possibilité de l'existence d'un phénomène politique tel que le conservatisme de gauche s'explique par le fait que les idéologies conservatrices et socialistes avaient initialement un certain nombre de points de contact. Le conservatisme et le socialisme, en réaction au processus de modernisation, ont rejeté une civilisation libérale fondée sur l’individualisme, le rationalisme et le pouvoir de l’argent. »
Rabotyayev décrit que le Club d'Izborsk est imprégné de la pensée conservatrice de gauche dont certains membres à tendance néo-nationaliste s'efforcent de réaliser une synthèse des traditions « rouge » (soviétiques) et « blanche » (tsaristes).
Le terme "conservateur de gauche" a été utilisé par l'écrivain nationaliste russe Zakhar Prilepine pour la fondation de son parti Pour la vérité.
Une partie de la gauche latino-américaine qui rejette le néolibéralisme en professant l'anti-impérialisme et le socialisme a adopté des positions socialement conservatrice sous l'influence de la religion.
Les socialismes religieux sont également fortement imprégné de conservatisme par leurs principes moraux.

## «Gauche» comme position relative parmi les conservateurs
Dans l'échiquier politique, qui suppose une rivalité entre la gauche et la droite, on trouve naturellement quelques conservateurs dont la politique est relativement à gauche ou proche de l'innovation.

## Positions «conservatrices» sur le socialisme: depuis les années 1980
Les pays qui sont passés d'une économie socialiste à une économie capitaliste, comme la Russie, qui a subi un changement de système depuis l'Union soviétique et la République populaire de Chine, qui a suivi le cours de la réforme et de l'ouverture, tentent de conserver et de maintenir des éléments socialistes,,. Une telle position est aussi appelée la Vieille garde.